# Lucca Comics & Games

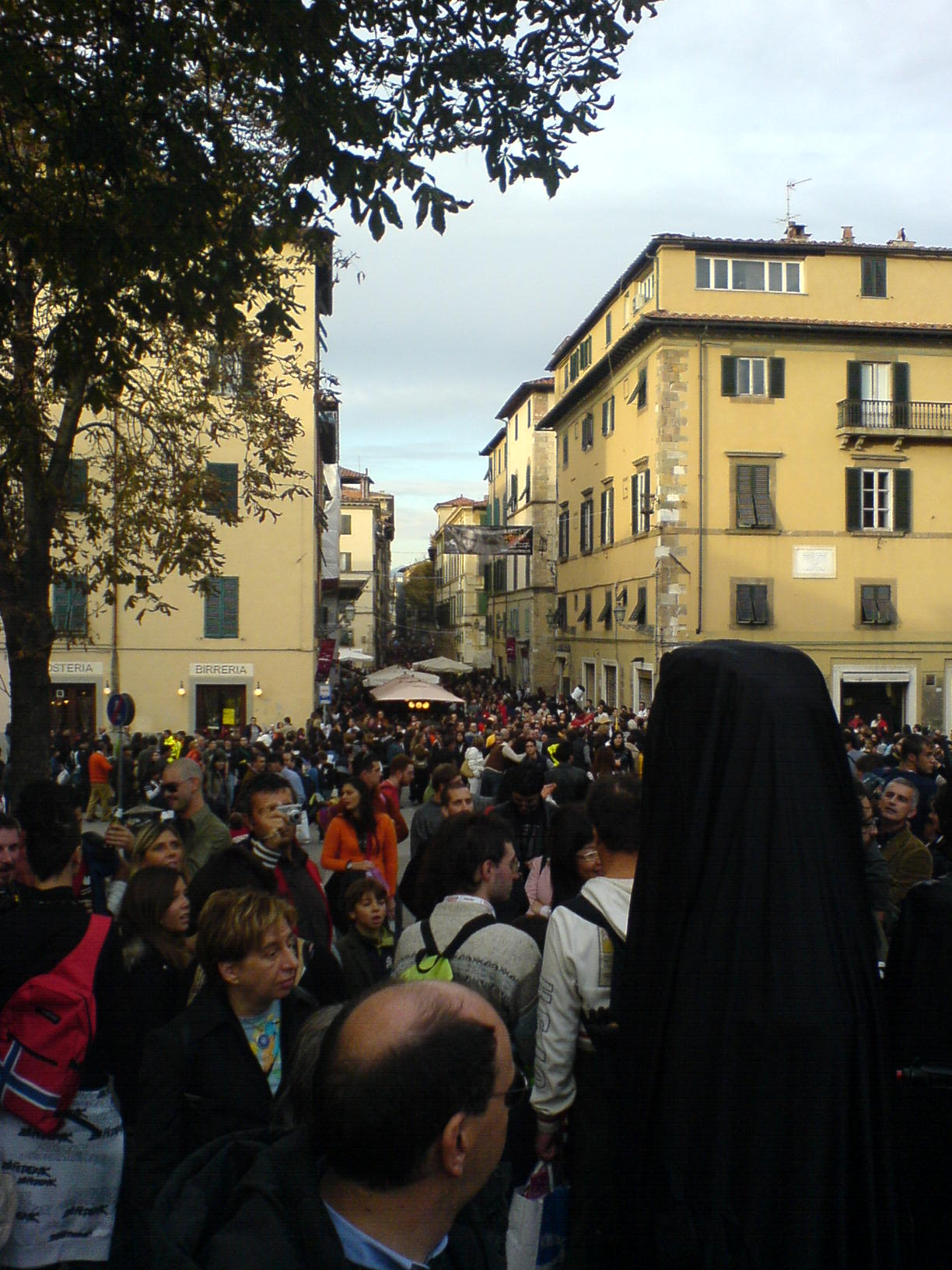
Visitantes en Corso Vittorio Veneto durante la última tarde de la edición 2007.

Lucca Comics & Games es un festival dedicado a las historietas, animación, juegos (juegos de rol, juegos de mesa, juegos de cartas), los videojuegos y la ciencia ficción, que se celebra en la localidad de Lucca, en Toscana. Es el más importante de su tipo en Italia y el segundo en el mundo, por detrás del Comiket de Tokio (Japón).

## Características
El festival se celebra cada año entre finales de octubre y principios de noviembre en Lucca, en una superficie de 30.000 metros cuadrados, de los cuales cerca de 15.000 son expositivos. Es de libre acceso en sus zonas más importantes, y en los últimos años han participado en ella un número creciente de tiendas especializadas, librerías de historietas y asociaciones culturales y recreativas. Durante los días que dura la feria, pueden disfrutarse conciertos en vivo, proyecciones, encuentros con autores, presentaciones y actuaciones dedicadas a este universo del ocio. Tanto en Lucca Games como en Lucca Comics puedes encontrar exposiciones dedicadas a los grandes artistas o títulos. Algunas de estas exposiciones se celebran en el pintoresco entorno de la ciudad renacentista.

## Historia

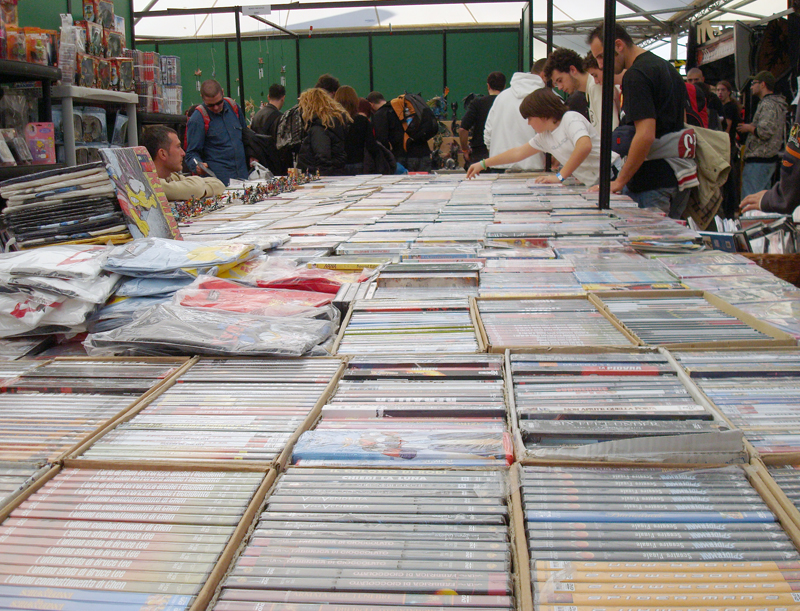
Parte interna de un pabellón

Inaugurado en 1966, el evento ha crecido en importancia de edición a edición. Inicialmente un evento anual, después de tres años de suspensión, en 1986 celebró su decimoséptima edición (supersticiosamente llamado "Lucca veinte años"). Hubo un breve período de crisis y suspensión, interrumpido por el regreso del Salón en la primavera de 1990, en una versión de ritmo semestral. La edición fue sin duda, más viva que la de primavera de 1994, cuando el fuego retrasó el día de apertura por las aparentes deficiencias en los sistemas de seguridad del recinto deportivo, donde se celebró el evento en su época. Desde mediados de los años 90, el evento mantiene una cadencia anual. Como documenta Rinaldo Traini, el actual Lucca Comics & Games no es la continuación de la Salone Internazionale dei Comics, del Film di Animazione e dell'Illustrazione, sino una entidad diferente, dado que este último, propiedad de 'Picture Association, se trasladó a Roma.
A partir de la edición de 2006 (que tuvo lugar del 1 al 5 de noviembre con una asistencia de 84.000 visitantes) con ocasión de los 40 años transcurridos desde el nacimiento del festival y por primera vez desde 1982, el Salón fue trasladado al centro de la ciudad. Diferentes salas de exposiciones diferentes se distribuyeron por las plazas del casco antiguo y los visitantes tuvieron acceso a espacios mucho más grandes, y muchos más servicios (especialmente de restaurantes) que cuando el programa se limitó al pabellón deportivo.
La edición de 2013 registró un récord de 200.000 visitantes.